# Charles Henri Gabriel de Frotté
Charles Henri Gabriel de Frotté est un homme politique français né le 27 février 1785 à Couterne (Orne) et décédé le 22 octobre 1858 à La Ferté-Macé (Orne).

## Biographie
Orphelin à 15 ans, il entre dans l'armée et est nommé capitaine de mousquetaires lors de la Première Restauration. Il escorte Louis XVIII lors de son exil en Belgique. Il est député de l'Orne de 1815 à 1816, siégeant dans la majorité de la Chambre introuvable.
Il est capitaine de chasseurs en 1817, puis devient sous-préfet de Cherbourg en 1823 puis préfet de la Creuse le 2 juillet 1830. Il se retire dans son château après la chute de la Restauration.
Marié à Henriette Fabus de Vernan.

## Sources
- « Charles Henri Gabriel de Frotté », dans Adolphe Robert et Gaston Cougny, Dictionnaire des parlementaires français, Edgar Bourloton, 1889-1891 [détail de l’édition]

1. ↑  « https://www.siv.archives-nationales.culture.gouv.fr/siv/UD/FRAN_IR_001513/d_507 » (consulté le 17 juillet 2019)